# Juan de Rila
San Juan de Rila o San Iván de Rila (en búlgaro: Свети Иван Рилски, sveti Ivan Rilski, 876-946), nacido en Bulgaria (Los Balcanes), canonizado como santo por la Iglesia (antes de la separación de la Iglesia católica y la Iglesia Ortodoxa). En el calendario de la Iglesia Ortodoxa le celebran el 19 de octubre y en el de la Iglesia Católica se conmemora el 18 de agosto.

## Biografía e historia
Monje nacido en un pueblo no muy lejano al Monasterio de Rila (creado en su honor en el siglo XIII, Patrimonio de la Humanidad por la UNESCO desde el año 1983), donde descansan sus restos mortales momificados, en las Montañas Rila que alcanzan casi los 3.000 metros de altitud y son las más altas de los Balcanes, ocupando una parte del territorio sobre todo de Bulgaria (meridional) y Grecia. Bosques y cumbres de gran belleza, rica flora y fauna, con ríos muy fluidos donde abunda la trucha balcánica, y persiste una gran producción de mieles de abeja.
Estudió para sacerdote y al parecer tenía algún nexo familiar con la nobleza real o la aristocracia de aquel tiempo, aún muy joven decide aislarse de la sociedad al estar disgustado con la Iglesia y la nobleza y se convierte en ermitaño, instalándose en la profundidad salvaje de las montañas Rila, eligiendo como casa a una cueva adentrada en el bosque y como a 1.150 m s. n. m. Allí coge el tronco de un árbol al que talla, casi ahueca y lo prepara como cama, colocándolo inclinado hacia la boca de la cueva, seguramente para defenderse de la eventual entrada de algún animal salvaje. Se alimenta esencialmente con plantas, frutas y hierbas del bosque, que personalmente recoge.
Las circunstancias de su llegada las expresa así:

"Cuando llegué a este lugar desierto de Rila no hallé alma viva, sino únicamente animales salvajes y lugares impenetrables y me establecí aquí, completamente solo"
Iván de Rila.Testamento

Pasado un tiempo de establecerse en el lugar, este monje conoce a un pastor de ovejas que andaba por estos parajes con una gran cantidad de éstas, y se hacen amigos. En una de sus siguientes visitas, el pastor se queja de dolores de la columna (seguramente por alguna artritis causada por la humedad y el frío de estos bosques) y/o la lumbalgia. El monje le prometió curarle y luego de pasar varias horas rezando al lado del cuerpo dormido del pastor, se alcanzó el milagro. Al día siguiente, efectivamente el pastor se sintió curado y agradeció efusivamente al monje por esto. San Iván en cada visita de este pastor le entregaba hierbas, frutas y plantas para comer o beber en forma de infusiones, y a su vez, el pastor le daba leche para hacer queso o beber. 
Así, esa amistad crecía más y más, luego de que en este inhóspito lugar salvaje, sin pueblos cercanos ni médicos, el monje le había curado su malestar. Un día el pastor vio a un hombre que corría como un loco por todo el bosque y las montañas. Se acercó a la cueva del monje y se lo comentó a éste, acordando ambos "cazarlo", amarrarlo y traerlo para curarle en la cueva. Lo lograron y le trajeron a la cueva, donde después de varios días de rezos y ruegos siempre acompañado de la Biblia y al lado del cuerpo amarrado del 'hombre loco', sucedió el milagro. Ya después de este suceso, el hombre curado y el pastor marcharon juntos del lugar, despidiéndose agradecidos del monje y por donde pasaban, comentaban de los "milagros" del monje Iván. 
Muy cercano a los bosques de Rila, están las fronteras con Grecia y con la actual Macedonia del Norte. La noticia corrió como el viento por muchos parajes y en poco tiempo, concurrían para ser curados gentes de todos los pueblos y naciones vecinas. Los milagros se repetían uno tras otro, y estas noticias llegaron no sólo a los oídos de la nobleza búlgara y a hombres muy ricos, sino hasta los tronos de reyes, príncipes, nobles y monasterios e iglesias o templos, hasta en el lejano Oriente, en Rusia y otras naciones. Algunos de ellos personalmente acudieron o enviaron a algún hijo o familiar a manos del monje, y luego de ser curados, dejaban abundantes regalos, obsequios y también alimentos. 
A la cueva de San Iván llegaron seguidores y prosélitos, que le admiraban incondicionalmente, pero el monje rotundamente negó la posibilidad de compartir la cueva con algunos de ellos, por lo que alrededor de la boca de ésta, se estableció un caserío de varias decenas de casas. Y así, bajo su conducta de misionero, su fe, ejemplo y espiritualidad, se formó toda una comunidad de discípulos y seguidores, muchos de los cuales se convirtieron en monjes posteriormente.

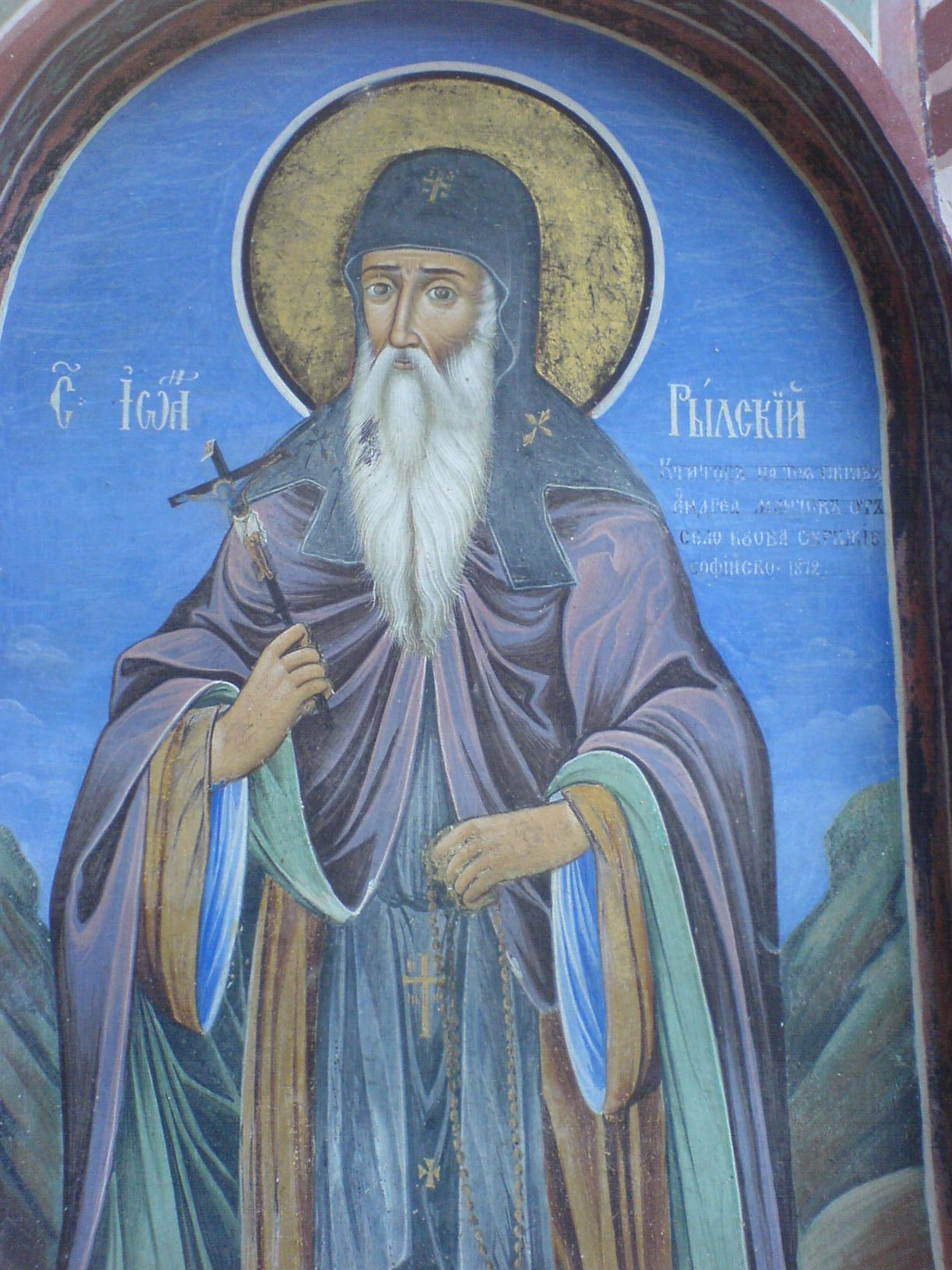
Fresco del Santo en la Iglesia del Monasterio de Rila.

Uno de esos hombres ricos, testigo de sus milagros, construyó en la boca de la cueva una pequeña iglesia, como agradecimiento al monje. Y posteriormente, en los alrededores y a pocos kilómetros del lugar, se construyeron otras más grandes, en homenaje y agradecimiento al padre Iván de Rila. De aquella época se conservan intactos las pinturas, iconos y escritos que relatan la visita del zar búlgaro Pedro I (927-968), quien acudió personalmente a visitar al monje luego de recorrer 440 km desde la capital Veliki Preslav (actual sólo Preslav), en compañía de una tropa y llegado al lugar, se estableció en la cima de una montaña cercana a la cueva del monje y envió a los hombres por él, portándole dinero, regalos y alimentos, a lo cual el monje no aceptó encontrarse con el zar y aceptó únicamente los alimentos, rechazando las ofrendas y regalos. Luego de la súplica de los hombres del zar, el monje aceptó a la noche acudir a la cima de otra montaña frente a la que se encontraba el zar (el título monárquico en los países eslavos, equivalente del título emperador) y desde allí hacer un saludo con una antorcha de reverencia y agradecimiento a su majestad, por la visita. Este acto acrecentó aún más la admiración popular por San Iván de Rila. La pintura de este suceso se conserva en los archivos del Monasterio de Rila, al igual que en los escritos, pinturas o iconos que atestiguan este acto. 
Muchas de estas notas y de las leyendas o verdades de aquel entonces, fueron escritas en escritura glagolitica (un alfabeto antiguo creado por los hermanos Santos Cirilo y Metodio), en pergaminos o dibujadas por los discípulos o seguidores del santo, que por suerte algunos se conservan desde entonces en los archivos del monasterio construido en su honor en el siglo XIII, en un altiplano y al lado de un río (el Drusliavitza) no muy lejano a la cueva (a unos 8 km), por el gobernador (Chrel'o) de la zona, cuyo majestuoso monasterio y monumento, Patrimonio de la Humanidad, se conserva muy bien cuidado hasta hoy y es el segundo monasterio en importancia para la Iglesia Ortodoxa después del de los del Monte Athos, en Grecia. Y aún ahora de aquellos remotos tiempos se conserva también la capilla de San Lucas, lugar de oración y devoción a Dios y al santo.

## Legado y vidapost mortem
Poco antes de su muerte, el 18 de agosto de 946, el monje legó un testamento (Zavet, en idioma búlgaro). Del desarrollo del lugar, recuerdos y hábitos de aquellas historias alrededor de la vida posterior a la muerte del monje, nos relatan algunos escritos del monje del siglo XV, Georgi (Jorge) Skilitza.
Después de las crisis derivadas a finales del siglo X por la aparición del movimiento bogomilita (creencia predecedora a los cátaros (que habitaron parte de Francia y España), que predominaba por estas tierras en aquellos años y esencialmente en la capital del Segundo Imperio Búlgaro, Veliko Tarnovo, donde estaba su fundador, el padre Bogomil), y del acoso constante durante años y hasta la dominación del país por el Imperio bizantino (Imperio Romano de Oriente) a finales del siglo XI, las reliquias del santo iniciaron una larga peregrinación por el país, de ciudad en ciudad y de monasterios e iglesias. Sus restos llegaron a la ciudad de Sredetz (actual Sofía). El escritor bizantino Jorge Skilitza narra en sus escrituras, que en Sredetz sus restos mortales curan al Emperador Bizantino Manuel I Comneno (1118-1180) llamado "Megas, el Grande" y se calcula que en esta época fue canonizado.

## Canonización
Unos años después, sus restos fueron robados en 1183 por el Rey Bela III de Hungría (1148-1196) y sus tropas al tomar Sredetz en el transcurso de la sucesiva guerra contra el Imperio bizantino, llevándoselos a su capital Esztergom. Cuenta la leyenda que a la llegada de los restos sagrados del santo a Esztergom, el arzobispo de la Iglesia católica allí, declaró que no le era conocido la existencia de este santo, y diciendo esto, se quedó mudo. Luego de muchos ruegos y rezos a los restos del santo, la voz le fue devuelta. Impresionados y exaltados por el milagro, los húngaros devuelven años más tarde (1187) al santo a Bulgaria y sus restos acabaron depositados en el Veliko Tarnovo (Gran Tarnovo), por orden del zar Iván Asen I.

## El retorno de sus reliquias al monasterio

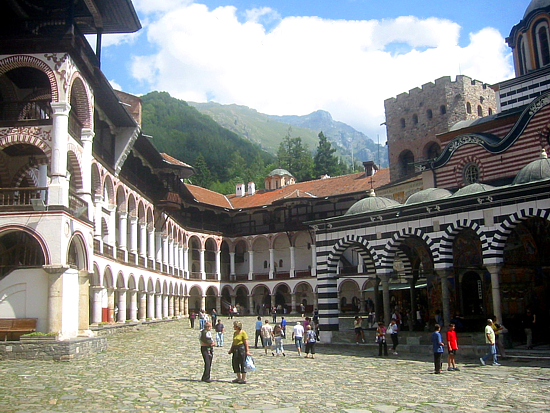
El Monasterio de Rila.

En el año 1469, luego de obtener permisos especiales del Sultán, los monjes del monasterio devuelven los restos mortales al Monasterio de Rila, pasando por varias ciudades y permaneciendo brevemente en la actual Sofía (en la Iglesia de San Jorge, siglos III y IV, la más antigua de la ciudad), y cuyo relato del traslado fue ricamente narrado en un panegírico 10 años después, por el gran hombre de las letras búlgaras Vladislav Grammatik.
Luego de su muerte, la fama y el ejemplo de San Iván de Rila no disminuyó en absoluto, lo que hizo que el monasterio construido en su honor creciera paulatinamente, tanto en tamaño como en riquezas y propiedades.
Aún hoy acuden a admirarle miles de visitantes como turistas, creyentes y personajes religiosos de muchos lugares del mundo, ya que según la creencia y los escritos de épocas posteriores a su desaparición física, el ruego o contacto a su cuerpo momificado (conservado allí en el monasterio), concede el milagro de la salud y curamiento. Al visitar la iglesia de la Natividad de la Virgen en el monasterio, se le puede besar su mano izquierda a través de un cristal, luego de una breve reverencia de honor y ruego, solo por aquellos que con fe, le admiran y creen.
Muchos frescos, iconos y escritos revelan las conmemoraciones, escenas y homenajes a la muerte de San Iván de Rila, muchos de las cuales pueden ser contemplados en las paredes de la iglesia principal del monasterio (Iglesia de la Natividad de la Virgen, 1834-1847), pintadas por los más grandes iconografistas o más bien, en el caso de los frescos que adornan ésta y otras iglesias búlgaras, por muralistas, (pero con amplio y rico conocimiento de las escrituras sagradas y la Biblia), del siglo XVII, como Zajari Zograf y su hermano mayor Dimitar Zograf y el hijo de éste, Stanislav Dospevski, así como otros grandes maestros búlgaros de aquella época.

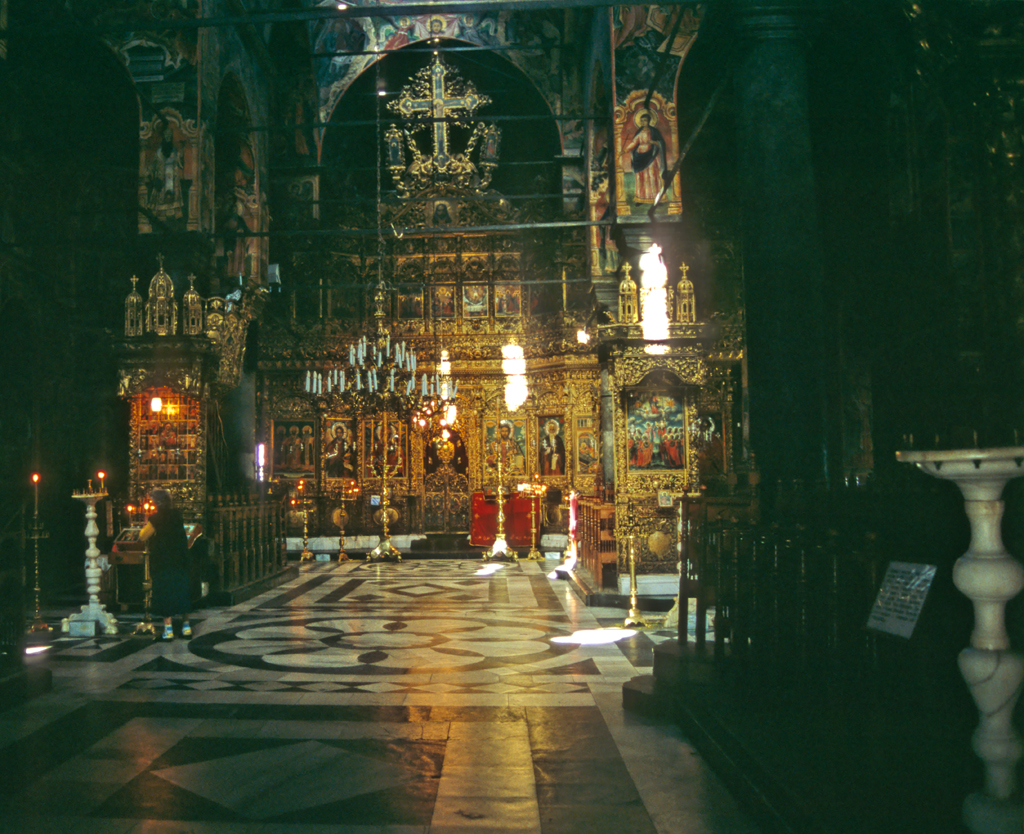
Interior de la Iglesia de la Natividad de la Virgen (tapado con un manto rojo, el sarcófago donde reposa el Santo).

Posteriormente y hasta nuestros días, la historia del santo Iván Rilski (Iván de Rila), está mezclada a la historia del monasterio que le cuida y protege y que ocupa un lugar muy relevante en la historia y vida del pueblo búlgaro, de su cultura, luchas e incluso, de su subsistencia tanto cultural como espiritual y religiosa, sobre todo durante los 500 años de ocupación otomana (turca) desde 1393 hasta el 1878, cuando las tropas del Imperio Osmanlí pierde frente a las tropas enviadas por el zar de Rusia Alejandro II y le sucede, la liberación de Bulgaria y otros países vecinos, luego de la firma el 3 de marzo de 1879 del Tratado de San Stefano que pone fin a la Guerra Ruso-Turca.

## Acuerdo del Santo Sínodo
Desde el año 2009, a solicitud del obispo de la ciudad de Veliko Tarnovo, en reunión suprema del Santo Sínodo (la dirección de la Iglesia ortodoxa búlgara y su Patriarca), acordó que una pequeña parte de los restos sagrados de San Iván de Rila, fueran depositados en Veliko Tarnovo, siendo recibidos con una actividad oficial exclusiva y honores militares.

## Galería

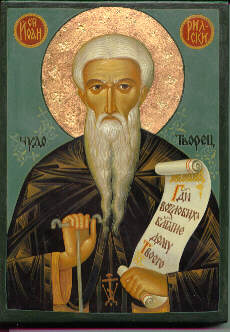
Icono de San Iván de Rila.
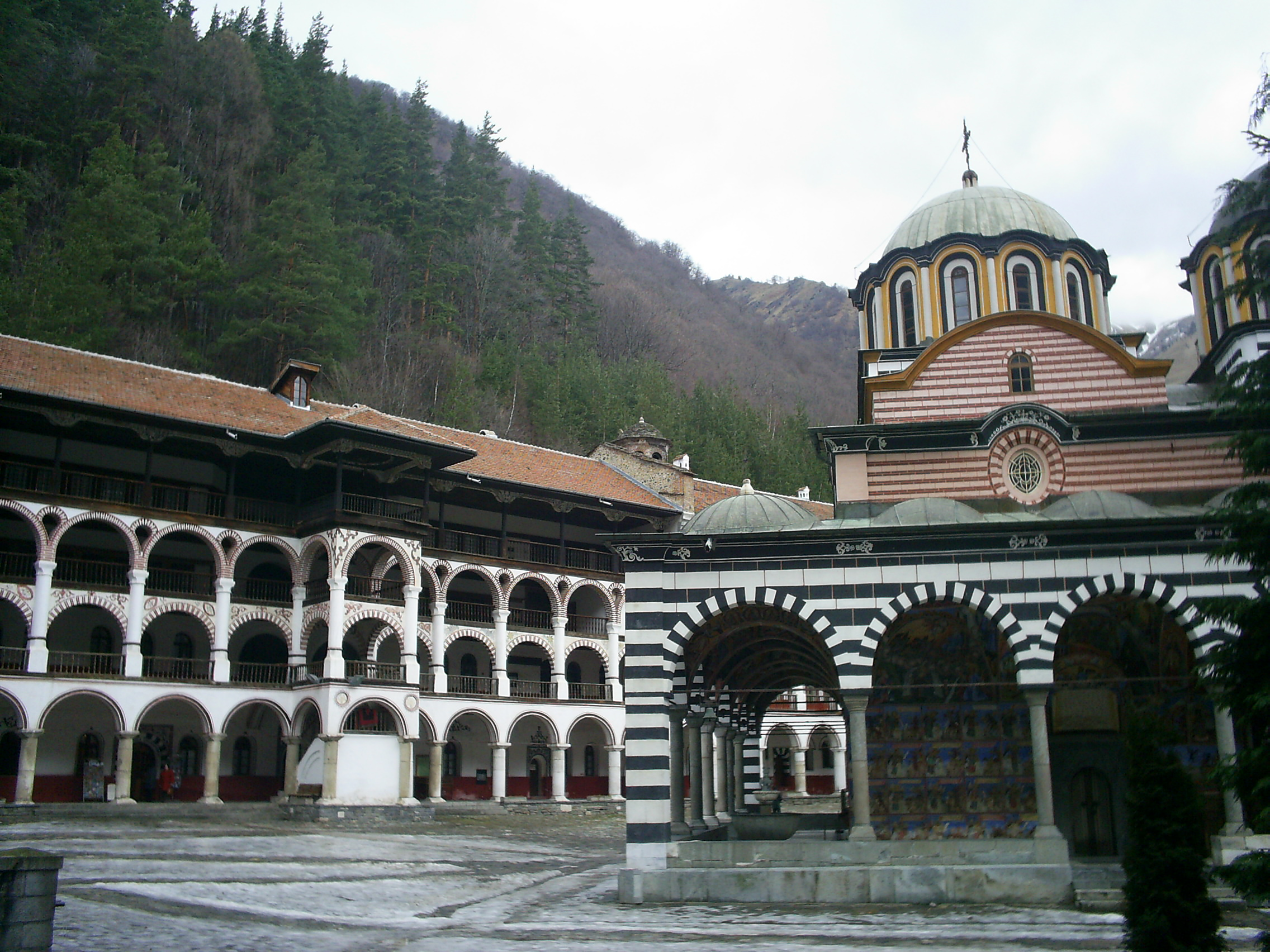
Pánoramica del Monasterio de Rila.
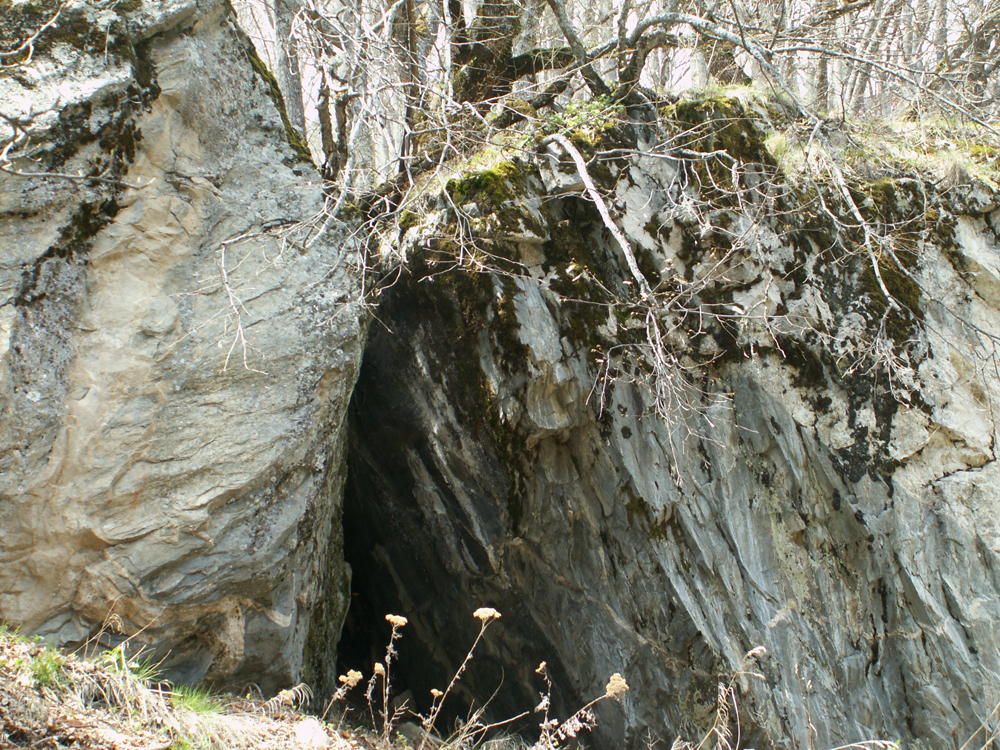
Cueva del Santo.